# عباسي مدني
عباسي مدني العقبي الجزائري (28 فبراير 1931 - 19 شعبان 1440 هـ / 24 أبريل 2019) سياسي جزائري مؤسس الجبهة الإسلامية للإنقاذ من مواليد دائرة سيدي عقبة القريبة من ولاية بسكرة حوالي 564 كلم جنوب شرق الجزائر العاصمة شارك في تفجير ثورة التحرير 1954، ألقي القبض عليه بعد أول عملية مسلحة وسجنه المستعمر الفرنسي حتى استقلال الجزائر، كان أبوه الشيخ أبو القاسم، من الأسر البسكرية المحافظة، إمام مسجد ومعلماً للتربية الدينية، درس على يديه ثم انتقل وعمره 16 عاماً إلى الدراسة علي يد الشيخ نعيم النعيمي في مدينة بسكرة توفي 24 أبريل 2019 في الدوحة، قطر إثر مرض عضال.

## العمل السياسي

### عهد الاستعمار
بدأ عباسي مدني ممارسة العمل السياسي منذ 1948 في الحركة الوطنية الجزائرية في عهد الاستعمار حيث إنخرط في خلايا حزب الشعب الجزائري ثم حركة انتصار الحريات الديمقراطية، إلتقى في بسكرة بالعربي بن مهيدي الذي أصبح في ما بعد أهم قادة ثورة التحرير.
إنخرط في المنظمة الخاصة الذراع المسلح لحزب الشعب وحركة الإنتصار في خلية ثورية تحت إمرة رابح بطاط، قاد ليلة اندلاع الثورة مجموعة من المجاهدين التي حاولت وضع قنبلة في مقر الإذاعة الفرنسية بالعاصمة الجزائر. ألقي القبض عليه أثناء العملية ليقضي أكثر من سبع سنوات في السجن حتى استقلال الجزائر.

### بعد الاستقلال
بعد استقلال البلاد عام 1962 عاد إلى مقاعد الدراسة حيث أكمل ليسانس في الفلسفة ثم واصل الدراسات العليا حتى الدكتوراه الدرجة الثالثة في التربية المقارنة. وما بين 1975 و1978 درس في العاصمة البريطانية حيث حاز دكتوراه الدولة في مادة التربية، وعمل في السياسة حيث انتخب في مجلس الشعبي الولائي لولاية الجزائر العاصمة باسم جبهة التحرير الوطني. منذ سنة 1982 أصبح ناشطا من أجل قيام دولة إسلامية. أعلن في أكتوبر 1988 تأسيس الجبهة الإسلامية للإنقاذ. بعد ما لجأ إليه أصحابه علي بن حاج وهاشمي سحنوني اللذان كانا لا يستطيعان إنشاء وترأّس أحزاب سياسية.
دعا مدني إلى التدرج في تطبيق الشريعة الإسلامية واعتبر محمد بن عبد الوهاب مؤسس الوهابية الحركة الدينية المهيمنة في المملكة العربية السعودية ب«الطليعي المصلح في العالم الإسلامي». من ناحية أخرى أعلن أن حزبه لا يعتزم فرض ارتداء الحجاب أو منع النساء من القيادة. وقد وصف المصلح الليبرالي المسلم محمد عبده بأنه طليعي أيضا مثل عبد الوهاب. في مقابلة أجراها عام 1990 قال أنه يريد قمع «الربا» في الأعمال المصرفية وتخفيض الضرائب بشكل كبير بينما تجنب الإجابة على سؤال حول تمويل مشاريع التنمية.

## الجبهة الإسلامية للإنقاذ
عباسي مدني هو من مؤسسي الجبهة الإسلامية للإنقاذ مع كل من علي بن حاج وعلي جدي وعبد القادر بوخمخم وكمال قمازي وانتخب رئيساً لها من طرف مجلسها الشورى. وفي حزيران/يونيو 1990م قاد حزبه إلى أول نجاح انتخابي حيث فازت الجبهة الإسلامية بالأغلبية في مجالس البلديات والولايات في أول اقتراع تعددي تشهده الجزائر منذ استقلالها في 1962م. بعد أحداث جوان 1991 الدامية التي عرفتها الجزائر، تم اعتقال عباسي مدني بأمر من الجنرال خالد نزار وزير الدفاع الوطني، حيث قام العقيد براهيم فضيل شريف بتكليف وحدة مظلات مرفوقة بعناصر من مجموعة التدخل الخاصة (GIS) بتطويق مقرات الجبهة الإسلامية للإنقاد ونسفوا الباب قبل أن يعتقلوا عباسي مدني وبعض أوفيائه وكان ذلك يوم الأحد 30 جوان 1991.
وعلى الرغم من اعتقال زعيميها فازت الجبهة الإسلامية للإنقاذ بالجولة الأولى من الانتخابات التشريعية التي جرت في 21 كانون الأول/ديسمبر 1991م. ولكن إلغاء هذه الانتخابات من جانب الجيش فجّر العنف في الجزائر. وقد سقط أكثر من مئة ألف قتيل حسب حصيلة رسمية ونحو 150 ألف حسب تقديرات الصحافة في أعمال العنف هذه. في 16 تموز/يوليو 1992م حكمت عليه المحكمة العسكرية في البليدة رفقة علي بلحاج بالسجن 12 سنة بعد إدانته بـ«ارتكاب جرائم ضد أمن الدولة» و«المساس بالاقتصاد الوطني» (حيث اتهما بالتحريض على الإضراب وقيادته وهو ما نعت «بالعصيان المدني»
في 2 جويلية 1997م أُطلق سراح عباسي مدني بعد اتفاق الهدنة بين السلطة والجيش الإسلامي للإنقاذ غير أن وزير الداخلية آنذاك مصطفى بن منصور قرر فرض الإقامة الجبرية عليه بعد أن وجه رسالة إلى الأمين العام للأمم المتحدة كوفي أنان يخبره فيها أنه مستعد للمساهمة في إعادة السلم في الجزائر بالإضافة إلى إدلائه بسلسلة من التصريحات لوسال الاعلام. ففرضت عليه الإقامة الجبريّة بيت والده الواقع بحي بلوزداد ابتداءً من 1 سبتمبر 1997. في 21 أوت 2003م غادر عباسي مدني العاصمة الجزائرية متوجها إلى الدوحة لإجراء فحوص طبية بعد أن تدهورت حالته الصحية وبقي هناك إلى غاية وفاته.

## وفاته
في يوم الأربعاء 24 أبريل 2019 الموافق لـ 19 شعبان 1440 هـ، توفي عباسي مدني في مستشفى بالدوحة بعد مرض عضال عن عمر ناهز 88 سنة. نقل جثمان مدني إلى الجزائر العاصمة يوم السبت 27 أبريل 2019 ليدفن في مقبرة سيدي أمحمد بوقبرين ببلكور، ولقد حضر الآلاف من المشيعين لجنازة عباسي مدني من بينهم شخصيات معروفة كالقيادي في الجبهة الإسلامية للإنقاذ كمال ڤمازي وأحمد الزاوي والمحامي بشير مشري واللاعب الدولي السابق صالح عصاد وعمار براهمية، ومنعت السلطات الجزائرية علي بلحاج من حضور الجنازة.

## مواضيع ذات صلة
- المرجعية الدينية الجزائرية

## وصلات خارجية
- عباسي مدني على موقع الموسوعة البريطانية (الإنجليزية)
- عباسي مدني على موقع مونزينجر (الألمانية)
- (فيديو) مراجعات مع الشيخ عباسي مدني،  قناة الحوار 2009
- (فيديو) عباس مدني على قناة الجزيرة سنة 2008 على يوتيوب
- (فيديو) عباس مدني في برنامج لقاء الصحافة سنة 1990، التلفزيون الجزائري